# ألبين هالر
ألبين هالر (بالفرنسية: Albin Haller)‏ هو كيميائي وبروفيسور وصيدلي فرنسي، ولد في 7 مارس 1849 في Fellering ‏ في فرنسا، وتوفي في 1 مايو 1925 في باريس في فرنسا.